# Coppa Mitropa 1968-1969
La Coppa Mitropa 1968-1969 fu la ventinovesima edizione del torneo e venne vinta dai cecoslovacchi del Internacional Bratislava.
Ognuna delle cinque nazioni aveva tre posti disponibili, cui si aggiungeva la detentrice.

## Partecipanti
| Nazione                   | Squadra                                                               | Campionato | Note                           |
| ------------------------- | --------------------------------------------------------------------- | --- | ------------------------------ |
| Cecoslovacchia (bandiera) | Internacional Bratislava Sklo Union Teplice Baník Ostrava             | 6º campionato di Cecoslovacchia 1967-68 9º campionato di Cecoslovacchia 1967-68 11º campionato di Cecoslovacchia 1967-68                |                                |
| Italia (bandiera)         | US Cagliari BC Atalanta Palermo                                       | 9º campionato d'Italia 1967-68 12º campionato d'Italia 1967-68 1º campionato d'Italia serie B 1967-68                                   |                                |
| Jugoslavia (bandiera)     | Crvena Zvezda Beograd Hajduk Split Zeljeznicar Sarajevo Vardar Skopje | Qualificata come detentrice 4º campionato di Jugoslavia 1967-68 5º campionato di Jugoslavia 1967-68 6º campionato di Jugoslavia 1967-68 | Campione di Jugoslavia 1967-68 |
| Ungheria (bandiera)       | Vasas Tatabányai Bányász Honvéd                                       | 4º campionato d'Ungheria 1967 5º campionato d'Ungheria 1967 6º campionato d'Ungheria 1967                                               |                                |
| Austria (bandiera)        | Wiener Sport-Club SK Sturm Graz Admira                                | 4º campionato d'Austria 1967-68 7º campionato d'Austria 1967-68 9º campionato d'Austria 1967-68                                         |                                |

## Torneo

### Ottavi di finale
Gare giocate dal 4 al 29 dicembre
| Squadra 1                | Totale | Squadra 2             | Andata | Ritorno |
| ------------------------ | ------ | --------------------- | ------ | ------- |
| Honvéd                   | 0 - 2  | Zeljeznicar Sarajevo  | 0 - 1  | 0 - 1   |
| Tatabányai Bányász       | 3 - 6  | Sklo Union Teplice    | 3 - 3  | 0 - 3   |
| Wiener Sport-Club        | 2 - 2  | US Cagliari           | 1 - 0  | 1 - 2   |
| Internacional Bratislava | 3 - 1  | Palermo               | 3 - 0  | 0 - 1   |
| Vasas                    | 6 - 4  | SK Sturm Graz         | 4 - 3  | 2 - 1   |
| BC Atalanta              | 3 - 9  | Crvena Zvezda Beograd | 2 - 4  | 1 - 5   |
| Vardar Skopje            | 2 - 5  | Admira                | 2 - 2  | 0 - 3   |
| Baník Ostrava            | 5 - 3  | Hajduk Split          | 4 - 1  | 1 - 2   |

### Quarti di finale
| Squadra 1             | Totale | Squadra 2                | Andata | Ritorno |
| --------------------- | ------ | ------------------------ | ------ | ------- |
| Zeljeznicar Sarajevo  | 5 - 1  | Baník Ostrava            | 1 - 1  | 4 - 0   |
| Crvena Zvezda Beograd | 3 - 5  | Vasas                    | 1 - 2  | 2 - 3   |
| Wiener Sport-Club     | 1 - 3  | Sklo Union Teplice       | 1 - 1  | 0 - 2   |
| Admira                | 3 - 3  | Internacional Bratislava | 2 - 2  | 1 - 1   |

### Semifinali
| Squadra 1                | Totale | Squadra 2          | Andata | Ritorno |
| ------------------------ | ------ | ------------------ | ------ | ------- |
| Internacional Bratislava | 3 - 2  | Vasas              | 2 - 2  | 1 - 0   |
| Zeljeznicar Sarajevo     | 2 - 3  | Sklo Union Teplice | 1 - 1  | 1 - 2   |

### Finale
| Squadra 1                | Totale | Squadra 2          | Andata | Ritorno |
| ------------------------ | ------ | ------------------ | ------ | ------- |
| Internacional Bratislava | 4 - 1  | Sklo Union Teplice | 4 - 1  | 0 - 0   |

## Classifica marcatori
|  | Gol | Marcatore       | Squadra                  |
|  | --- | --------------- | ------------------------ |
|  | 7   | Pavel Stratil   | Sklo Union Teplice       |
|  | 4   | Felix Latzke    | Admira                   |
|  | 3   | Milan Poshtulka | Baník Ostrava            |
|  | 3   | Vojin Lazarević | Crvena Zvezda Beograd    |
|  | 3   | Stevan Ostojić  | Crvena Zvezda Beograd    |
|  | 3   | Wilhelm Kreuz   | Admira                   |
|  | 3   | Lajos Puskás    | Vasas                    |
|  | 3   | Josip Bukal     | Zeljeznicar Sarajevo     |
|  | 3   | Ján Ondrášek    | Internacional Bratislava |
|  |     |                 |                          |